# (34426) 2000 SS22
2000 SS22 (asteroide 34426) é um asteroide da cintura principal. Possui uma excentricidade de 0.12806450 e uma inclinação de 1.83877º.
Este asteroide foi descoberto no dia 20 de setembro de 2000 por NEAT em Haleakala.